# Henrique III de Brabante
Henrique III, o Gentil (1231 – Lovaina, 28 de fevereiro de 1261) foi duque de Brabante de 1248 a 1261.
A primeira guerra de que participa é ao lado de seu primo, Guilherme de Holanda, eleito rei dos Romanos - a guerra trata-se da  conquista do Sacro Império Romano-Germânico. Também participa da coroação de Guilherme de Holanda em 1 de novembro de 1248, na Aix-la-Chapelle.
Embora não participe da Guerra de Sucessão de Flandres e de Hainaut, em que estão implicados o filho e o cunhado do imperador, alia-se ao inimigo deles, Guilherme III de Dampierre, conde de Flandres, que havia se tornado seu cunhado. Tenta, sobretudo, estabelecer a paz na antiga Lotaríngia e começa com sucesso, apesar da animosidade entre os Dampierre e os Avesnes depois da desordem que se seguiu à morte de Guilherme de Holanda e dos enfrentamentos entre seus dois sucessores em disputa, Ricardo da Cornualha e Afonso X de Leão e Castela.
Doente, assina em 1261, no seu leito de morte, uma carta dando mais direitos civis a seus sujeitos, os brabaneses.

## Relações familiares
Foi filho de Henrique II, duque de Brabante, e de Maria de Hohenstaufen, filha de Filipe da Suábia (1176 - 1208) e de Irene Angelina Rainha de Constantinopla (1108 c. 1208), filha de Isaac II Ângelo.
Casa-se em 1251 com Adelaide de Borgonha (1233 † 1273), filha de Hugo IV, Duque da Borgonha (1212 - 1272), duque de Borgonha, e de Iolanda de Dreux (1212 - 1248), de quem teve:
1. Henrique IV de Brabante (Lovaina, 1251 † 1272), duque de Brabante;
2. João I de Brabante "O Vitorioso" (Bruxelas, 1253 † Lovaina, 3 de Maio de 1294), duque de Brabante;
3. Godofredo de Brabante (1250 † Courtrai, 1302), senhor de Aarschot; casou em 1280 com Joana Isabel de Vierzon, filha de Herveu IV de Vierzon e de Joana de Brenne.
4. Maria de Brabante (Lovaina, 13 de Maio de 1254 – Meulan, 10 de Janeiro de 1321), casou em 1274 com Filipe III de França "O Bravo" (1245 † 1285), rei de França.[3]

Fora do casamento, e uma senhora cujo nome a história não regista foi pai de:
1. Gilles de Brabante (? - c. 1286).